# Хормейстер року серед дитячих та юнацьких хорів
Премія «Хормейстер року серед дитячих та юнацьких хорів» (швед. Årets barn- och ungdomskörledare) вручається щороку найкращому шведському хормейстру серед дитячих та юнацьких музичних формацій. Першим лауреатом премії у 1993 році став Карл Бертіль Агнестіг. Станом на 2008 рік розмір основної премії становив 30 тисяч шведських крон.

## Лауреати премії
- 1993 Карл Бертіль Агнестіг
- 1994 Боден та Даніель Гелльден
- 1995 Брур Самуельсон
- 1996 —
- 1997 Гуннель Фагіус та Єва Катаріна Ларссон (посмертно)
- 1998 Єва Екдаль
- 1999 Карін Фагіус
- 2000 Анне Юганссон
- 2001 Бу Юганссон
- 2002 Карл-Ерік Єрнландер
- 2003 Керстін Лінсандер
- 2004 Ян-Оке Гіллеруд
- 2005 Анна Седерберг-Орретег
- 2006 Георг Рідель
- 2007 Єва Свангольм Булін
- 2008 Біргітта Розенквіст-Брурсон
- 2009 Шарлотта Рідер Норландер та Марі Бейстам
- 2010 Інг-Марі Ек
- 2011 Даніела Нистрем
- 2012 Анне Аальтонен Самуельсон[2]
- 2013 Бйорн Юганссон
- 2014 Петтер Екберг
- 2015 Гуннель Нільссон та Ларс-Еве Нільссон
- 2016 Біргітта Маннерстрем Мулін